# کرنیته
کرنیته (به بلغاری: Kerenite) یک منطقهٔ مسکونی در بلغارستان است که در تریاونا واقع شده‌است.